# Macarena Rodríguez
Ana Macarena Rodríguez Pérez (Mendoza, 10 juni 1978) is een Argentijns hockeyster die uitkomt in de verdediging. Ze nam eenmaal deel aan de Olympische Zomerspelen en behaalde hierbij één zilveren medaille. 
In 2012, op de Olympische Spelen in Londen, bereikte ze met de Argentijnse nationale ploeg de finale. Daarin werd Argentinië met 2-0 verslagen door Nederland. 
Ze won de wereldtitel met de Argentijnse nationale ploeg in 2010 in Rosario. Daarnaast won ze drie keer de Champions Trophy in 2010, 2012 en 2014.

## Erelijst
- 2010 -  Champions Trophy te Nottingham (Engeland)
- 2010 -  WK hockey te Rosario (Argentinië)
- 2011 -  Champions Trophy te Amstelveen (Nederland)
- 2011 -  Pan-Amerikaanse Spelen te Guadalajara (Mexico)
- 2012 -  Champions Trophy te Rosario (Argentinië)
- 2012 -  Olympische Spelen te Londen (Engeland)
- 2014 -  WK hockey te Den Haag (Nederland)
- 2014 -  Champions Trophy te Mendoza (Argentinië)
- 2015 -  Pan-Amerikaanse Spelen te Toronto (Canada)